# 76. Golden Globe-gála
A 76. Golden Globe-gálára 2019. január 6-án, vasárnap került sor.  A 2018-ban filmszínházakba, vagy képernyőkre került amerikai filmeket, illetve televíziós sorozatokat díjazó rendezvényt a kaliforniai Beverly Hillsben, a Beverly Hilton Hotelben tartották meg, a Hollywoodi Külföldi Tudósítók Szövetsége és a Dick Clark Productions szervezésében. A díjátadó házigazdáinak Sandra Oh kanadai színésznőt, valamint Andy Samberg amerikai színészt, humoristát, filmkészítőt és zenész kérték fel.
A jelöltek listáját 2018. december 6-án hozta nyilvánosságra Terry Crews, Danai Gurira, Leslie Mann és Christian Slater.
A mozifilmek közül a legtöbb jelölést a titokzatos és nagyhatalmú államférfi, Dick Cheney életébe bepillantást nyújtó Alelnök kapta (6), megelőzve az 5-5 elöléssel bíró Zöld könyv – Útmutató az élethez, A kedvenc, valamint a Csillag születik című filmeket. Általános meglepetésre közülük a Zöld könyv került ki győztesen, három díjat söpört be, míg a többiek egyet-egyet. Két-két elismerést szerzett a Bohém rapszódia (legjobb dráma és legjobb színész), valamint Alfonso Cuarón mexikói-amerikai koprodukcióban készített  Roma című alkotása – ez utóbbi a legjobb rendezésért és a legjobb idegen nyelvű filmét. A televíziós alkotások között sem volt kiugróan magas számú jelölés; két-két díjjal ismerték el az új The Assassination of Gianni Versace: American Crime Story és A Kominsky-módszer sorozatokat.
A 2019-es díjátadón a Hollywood Foreign Press Association egy új életműdíjat osztott ki, melyet Carol Burnett színésznőről neveztek el, és amellyel a televíziós műfajokban nyújtott kiemelkedő munkát ismerik el. Első alkalommal – mint annak idején a Cecil B. DeMille-életműdíj esetében is – maga a névadó vehette át a vadonatúj trófeát. A 85 éves, hétszeres Golden Globe díjas komika, énekes és író, aki mögött mintegy hét évtizedes televíziós karrier áll, s akinek legismertebb műsora a CBS által sugárzott varietéműsor, a The Carol Burnett Show volt, a díj átvételekor beismerte, e díjjal „gyermekkori álmaik váltak valóra”.

## Jelölések és díjak

### Filmek
A nyertesek a táblázat első sorában, félkövérrel vannak jelölve.
| Legjobb filmes díjak | Legjobb filmes díjak |
| Legjobb filmdráma | Legjobb vígjáték vagy zenés film |
| --- | --- |
| - Bohém rapszódia - Csillag születik - Csuklyások – BlacKkKlansman - Fekete Párduc - Ha a Beale utca mesélni tudna | - Zöld könyv – Útmutató az élethez - A kedvenc - Kőgazdag ázsiaiak - Mary Poppins visszatér - Alelnök |
| Legjobb filmes alakítások (filmdráma) | |
| Színész | Színésznő |
| - Rami Malek – Bohém rapszódia mint Freddie Mercury - Bradley Cooper – Csillag születik mint Jackson Maine - Willem Dafoe – At Eternity’s Gate mint Vincent van Gogh - Lucas Hedges – Kitörölt fiú mint Jared Eamons - John David Washington – Csuklyások – BlacKkKlansman mint Ron Stallworth           | - Glenn Close – A férfi mögött mint Joan Castleman - Lady Gaga – Csillag születik mint Ally Maine - Nicole Kidman – Pusztító mint Erin Bell - Melissa McCarthy – Megbocsátasz valaha? mint Lee Israel - Rosamund Pike – Személyes háború mint Marie Colvin     |
| Legjobb filmes alakítások (vígjáték vagy zenés film) | |
| Színész | Színésznő |
| - Christian Bale – Alelnök mint Dick Cheney - Lin-Manuel Miranda – Mary Poppins visszatér mint Jack - Viggo Mortensen – Zöld könyv – Útmutató az élethez mint Frank "Tony Lip" Vallelonga - Robert Redford – The Old Man & the Gun mint Forrest Tucker - John C. Reilly – Stan & Ollie mint Oliver Hardy | - Olivia Colman – A kedvenc mint Anna brit királynő - Emily Blunt – Mary Poppins visszatér mint Mary Poppins - Elsie Fisher – Eighth Grade mint Kayla Day - Charlize Theron – Pszichoanyu mint Marlo Moreau - Constance Wu – Kőgazdag ázsiaiak mint Rachel Chu |
| Legjobb mellékszereplők (filmdráma, vígjáték vagy zenés film) | |
| Színész | Színésznő |
| - Mahershala Ali – Zöld könyv – Útmutató az élethez mint Don Shirley - Timothée Chalamet – Csodálatos fiú mint Nic Sheff - Adam Driver – Csuklyások – BlacKkKlansman mint Flip Zimmerman - Richard E. Grant – Megbocsátasz valaha? mint Jack Hock - Sam Rockwell – Alelnök mint George W. Bush           | - Regina King – Ha a Beale utca mesélni tudna mint Sharon Rivers - Amy Adams – Alelnök mint Lynne Cheney - Claire Foy – Az első ember mint Janet Armstrong - Emma Stone – A kedvenc mint Abigail Masham - Rachel Weisz – A kedvenc mint Sarah Churchill        |
| Egyéb | |
| Legjobb rendező | Legjobb forgatókönyv |
| - Alfonso Cuarón – Roma - Bradley Cooper – Csillag születik - Peter Farrelly – Zöld könyv – Útmutató az élethez - Spike Lee – Csuklyások – BlacKkKlansman - Adam McKay – Alelnök | - Brian Hayes, Peter Farrelly és Nick Vallelonga – Zöld könyv – Útmutató az élethez - Alfonso Cuarón – Roma - Deborah Davis és Tony McNamara – A kedvenc - Barry Jenkins – Ha a Beale utca mesélni tudna - Adam McKay – Alelnök                                |
| Legjobb eredeti filmzene | Legjobb eredeti filmbetétdal |
| - Justin Hurwitz – Az első ember - Marco Beltrami – Hang nélkül - Alexandre Desplat – Kutyák szigete - Ludwig Göransson – Fekete Párduc - Marc Shaiman – Mary Poppins visszatér | - "Shallow" – Csillag születik - "All the Stars" – Fekete Párduc - "Girl in the Movies" – Dumplin’ - "Requiem for Privat War" – Személyes háború - "Revelation" – Kitörölt fiú                                                                                 |
| Legjobb animációs film | Legjobb idegen nyelvű film |
| - Pókember: Irány a Pókverzum! - A Hihetetlen család 2. - Kutyák szigete - Mirai – Lány a jövőből - Ralph lezúzza a netet | - Roma (Mexikó) - Bolti tolvajok (Japán) - Kafarnaum (Libanon) - Lány (Belgium) - Mű szerző nélkül (Németország) |

### Televízió
A nyertesek a táblázat első sorában, félkövérrel vannak jelölve. Az előző évben nyertes televíziós sorozatokra a „ ♕ ” jel emlékeztet.
| Legjobb televíziós sorozat | Legjobb televíziós sorozat | Legjobb televíziós sorozat                                                       | Legjobb televíziós sorozat |
| Dráma | Dráma | Vígjáték vagy zenés sorozat                                                      | Vígjáték vagy zenés sorozat |
| --- | --- | -------------------------------------------------------------------------------- | --- |
| Foglalkozásuk: amerikai - Homecoming - Megszállottak viadala - A póz - Testőr                                                              | Foglalkozásuk: amerikai - Homecoming - Megszállottak viadala - A póz - Testőr | A Kominsky-módszer - Barry - A jó hely - A káprázatos Mrs. Maisel - Most nevess! | A Kominsky-módszer - Barry - A jó hely - A káprázatos Mrs. Maisel - Most nevess! |
| Minisorozat vagy tévéfilm | |                                                                                  | |
| The Assassination of Gianni Versace: American Crime Story - Egy nagyon angolos botrány - Éles tárgyak - Az elmeorvos - Szökés Dannemorából | |                                                                                  | |
| Legjobb alakítás televíziós sorozatban (filmdráma)                                                                                         | |                                                                                  | |
| Színész | Színész | Színésznő                                                                        | Színésznő |
| | Richard Madden – Testőr (David Budd őrmester) - Jason Bateman – Ozark (Martin "Marty" Byrde) - Stephan James – Homecoming (Walter Cruz) - Billy Porter – A póz (Pray Tell) - Matthew Rhys – Foglalkozásuk: amerikai (Philip Jennings)                                                                           |                                                                                  | Sandra Oh – Megszállottak viadala (Eve Polastri) - - Caitríona Balfe – Outlander – Az idegen (Claire Fraser) - Elisabeth Moss – A szolgálólány meséje (June Osborne) - Julia Roberts – Homecoming (Heidi Bergman) - Keri Russell – Foglalkozásuk: amerikai (Elizabeth Jennings)                                             |
| Legjobb alakítás (televíziós sorozat – vígjáték vagy musical)                                                                              | |                                                                                  | |
| Színész | Színész | Színésznő                                                                        | Színésznő |
| | Michael Douglas – A Kominsky-módszer (Sandy Kominsky) - Sacha Baron Cohen – Who Is America? (több szereplő) - Jim Carrey – Most nevess! (Jeff Piccirillo) - Donald Glover – Atlanta (Earnest "Earn" Marks / Teddy Perkins) - Bill Hader – Barry (Barry Berkman / Barry Block)                                   |                                                                                  | Rachel Brosnahan – A káprázatos Mrs. Maisel (Miriam "Midge" Maisel) - Kristen Bell – A jó hely (Eleanor Shellstrop) - Candice Bergen – Murphy Brown (Murphy Brown) - Alison Brie – GLOW (Ruth Wilder) - Debra Messing – Will és Grace (Grace Adler)                                                                         |
| Legjobb alakítás (minisorozat vagy tévéfilm)                                                                                               | |                                                                                  | |
| Színész | Színész | Színésznő                                                                        | Színésznő |
| | Darren Criss – The Assassination of Gianni Versace: American Crime Story (Andrew Cunanan) - Antonio Banderas – Géniusz (Pablo Picasso) - Daniel Brühl – Az elmeorvos (Dr. Laszlo Kreizler) - Benedict Cumberbatch – Patrick Melrose (Patrick Melrose) - Hugh Grant – Egy nagyon angolos botrány (Jeremy Thorpe) |                                                                                  | Patricia Arquette – Szökés Dannemorából (Tilly Mitchell) - Amy Adams – Éles tárgyak (Camille Preaker) - Connie Britton – Mocskos John (Debra Newell) - Laura Dern – A történet (Jennifer Fox) - Regina King – Seven Seconds (Latrice Butler)                                                                                |
| Legjobb mellékszereplő (sorozat, minisorozat vagy tévéfilm)                                                                                | |                                                                                  | |
| Férfi mellékszereplő | Férfi mellékszereplő | Női mellékszereplő                                                               | Női mellékszereplő |
| | Ben Whishaw – Egy nagyon angolos botrány (Norman Josiffe) - Alan Arkin – A Kominsky-módszer (Norman Newlander) - Kieran Culkin – Utódlás (Roman Roy) - Édgar Ramírez – The Assassination of Gianni Versace: American Crime Story (Gianni Versace) - Henry Winkler – Barry (Gene Cousineau)                      |                                                                                  | Patricia Clarkson – Éles tárgyak (Adora Crellin) - Alex Borstein – A káprázatos Mrs. Maisel (Susie Myerson) - Penélope Cruz – The Assassination of Gianni Versace: American Crime Story (Donatella Versace) - Thandiwe Newton – Westworld (Maeve Millay) - Yvonne Strahovski – A szolgálólány meséje (Serena Joy Waterford) |

## Különdíjak

### Cecil B. DeMille-életműdíj
- Jeff Bridges

### Carol Burnett-életműdíj
- Carol Burnett

### Golden Globe-nagykövet
- Isan Elba

## Többszörös jelölések és elismerések
| Jelölés | Díj | Cím                              |
| ------- | --- | -------------------------------- |
| 6       | 1   | Alelnök                          |
| 5       | 3   | Zöld könyv – Útmutató az élethez |
| 5       | 1   | A kedvenc                        |
| 5       | 1   | Csillag születik                 |
| 4       | 0   | Csuklyások – BlacKkKlansman      |
| 4       | 0   | Mary Poppins visszatér           |
| 3       | 2   | Roma                             |
| 3       | 1   | Ha a Beale utca mesélni tudna    |
| 3       | 0   | Fekete Párduc                    |
| 2       | 2   | Bohém rapszódia                  |
| 2       | 1   | Az első ember                    |
| 2       | 0   | Személyes háború                 |
| 2       | 0   | Kitörölt fiú                     |
| 2       | 0   | Kőgazdag ázsiaiak                |
| 2       | 0   | Kutyák szigete                   |
| 2       | 0   | Megbocsátasz valaha?             |

| Jelölés | Díj | Cím                                                       |
| ------- | --- | --------------------------------------------------------- |
| 4       | 2   | The Assassination of Gianni Versace: American Crime Story |
| 3       | 2   | A Kominsky-módszer                                        |
| 3       | 1   | Egy nagyon angolos botrány                                |
| 3       | 1   | Éles tárgyak                                              |
| 3       | 1   | Foglalkozásuk: amerikai                                   |
| 3       | 1   | The Marvelous Mrs. Maisel                                 |
| 3       | 0   | Barry                                                     |
| 3       | 0   | Homecoming                                                |
| 2       | 1   | Bodyguard                                                 |
| 2       | 1   | Killing Eve                                               |
| 2       | 1   | Szökés Dannemorából                                       |
| 2       | 0   | A szolgálólány meséje                                     |
| 2       | 0   | Most nevess!                                              |
| 2       | 0   | Pose                                                      |
| 2       | 0   | The Alienist                                              |
| 2       | 0   | A jó hely                                                 |

## Díjátadó személyek
A Hollywoodi Külföldi Tudósítók Szövetsége a következő személyeket kérte fel a díjak átadására:
- Bradley Cooper és Lady Gaga – legjobb színész, televíziós sorozat (musical vagy vígjáték)
- Chadwick Boseman, Danai Gurira, Michael B. Jordan és Lupita Nyong’o – legjobb animációs film és a Fekete párduc bemutatása
- Olivia Colman, Emma Stone és Rachel Weisz – A kedvenc bemutatása
- Kaley Cuoco, Johnny Galecki és Jim Parsons – legjobb színész, televíziós sorozat (dráma), valamint legjobb televíziós sorozat (dráma)
- Adam Driver és John David Washington – a Csuklyások – BlacKkKlansman bemutatása
- Taraji P. Henson és Gina Rodriguez – legjobb mellékszereplő színész (televíziós sorozat, televíziós minisorozat vagy tévéfilm)
- Jamie Lee Curtis és Ben Stiller – legjobb színésznő (televíziós minisorozat vagy tévéfilm)
- Lucy Liu – a Kőgazdag ázsiaiak bemutatása
- Steve Carell – Carol Burnett-díj
- Idris Elba és Taylor Swift – legjobb eredeti filmzene és legjobb eredeti filmbetétdal
- Octavia Spencer – a Zöld könyv – Útmutató az élethez bemutatása
- Allison Janney és Sam Rockwell – legjobb női mellékszereplő
- Kristen Bell és Megan Mullally – legjobb színésznő, televíziós sorozat (dráma)
- Amy Poehler és Maya Rudolph – legjobb férfi mellékszereplő, valamint legjobb forgatókönyv
- Felicity Huffman és William H. Macy – legjobb mellékszereplő színésznő (televíziós sorozat, televíziós minisorozat vagy tévéfilm)
- Saoirse Ronan – legjobb színész (musical vagy vígjáték)
- Antonio Banderas és Catherine Zeta-Jones – legjobb idegen nyelvű film
- Tyler Perry – az Alelnök bemutatása
- Taron Egerton és Amber Heard – legjobb színész (televíziós minisorozat vagy tévéfilm)
- Chris Pine – Cecil B. DeMille-életműdíj
- Harrison Ford – legjobb filmrendező
- Sam Elliott – a Csillag születik bemutatása
- Sterling K. Brown, Justin Hartley és Chrissy Metz – legjobb színésznő, televíziós sorozat (musical vagy vígjáték), valamint – legjobb televíziós sorozat (musical vagy vígjáték)
- Emily Blunt és Dick Van Dyke – a Mary Poppins visszatér bemutatása
- Halle Berry és Lena Waithe – legjobb televíziós minisorozat vagy tévéfilm
- Jessica Chastain és Anne Hathaway – legjobb női főszereplő (filmmusical vagy vígjáték)
- Janelle Monáe – az Ha a Beale utca mesélni tudna bemutatása
- Mike Myers – a Bohém rapszódia bemutatása
- Bill Murray – legjobb filmmusical vagy vígjáték
- Gary Oldman – legjobb női főszereplő (filmdráma)
- Richard Gere és Julianne Moore – legjobb férfi főszereplő (filmdráma)
- Nicole Kidman – legjobb filmdráma